# Municipio de San Nicolás (Oaxaca)
El municipio de San Nicolás es uno de los 570 municipios del estado mexicano de Oaxaca. Su cabecera es la localidad de San Nicolás.

## Geografía
El municipio de San Nicolás colinda al norte con el municipio de Miahuatlán de Porfirio Díaz; al este y sur con el municipio de San Simón Almolongas; y al oeste con el municipio de Yogana.

## Localidades
El municipio de San Nicolás cuenta con tres localidades.
| Localidad     | Población (2020) |
| ------------- | ---------------- |
| San Nicolás   | 883              |
| Bramaderos    | 262              |
| Agua del Higo | 69               |

## Gobierno
El municipio de San Nicolás se rige mediante el sistema de usos y costumbres.
| Presidente municipal            | Periodo   |
| ------------------------------- | --------- |
| Jacobo Martínez Gopar           | 1999-2001 |
| Isaías Soriano Reyes            | 2002-2004 |
| Hipólito Juárez                 | 2005-2007 |
| Gilberto Romo Aguilar           | 2008-2010 |
| Miguel Juárez Ortiz             | 2011-2013 |
| Orlando Omar Pérez              | 2013-2016 |
| María del Carmen Soriano Elorza | 2023-2025 |